# Коле Сант'Агостино (Фрозиноне)
Коле Сант'Агостино је насеље у Италији у округу Фрозиноне, региону Лацио.
Према процени из 2011. у насељу је живело 36 становника. Насеље се налази на надморској висини од 208 м.